# Романенко, Владимир Александрович (украинский футболист)
Влади́мир Алекса́ндрович Романе́нко (укр. Володимир Олександрович Романенко; род. 8 июня 1985, Сумы) — украинский футболист, полузащитник.

## Биография
В 15 лет был приглашён в футбольную академию киевского «Динамо», тренер Павел Яковенко. Там пробыл два года, после чего перешёл в спортшколу днепропетровского «Днепра», где совершенствовался ещё три года.
В 2005 году перешёл в «Сталь» (Днепродзержинск), где в сезоне 2006/07 стал четверть финалистом Кубка Украины.
В 2007 году перешёл в «Металлург» (Донецк), где сразу же стал игроком основы, играя на позиции правого защитника. С приходом в команду нового тренера Николая Костова перестал проходить в состав.
В 2009 году перешёл в ереванский «Бананц». Затем вернулся на Украину. С 2015 — в составе «Океана» (Керчь) из чемпионата Крыма.